# Església de Sant Privat d'en Bas
L'Església de Sant Privat d'en Bas és una obra de Sant Privat d'en Bas, al municipi de la Vall d'en Bas (Garrotxa), protegida com a bé cultural d'interès local.

## Descripció
És una església d'una nau coberta amb volta de canó que acaba amb testera plana. A ambdós costats de la nau s'obren capelles mitjançant arcs de mig punt. Les capelles del costat de ponent estan unides entre elles. A l'interior una cornisa que recorre tot el perímetre de la nau marca l'arrencada de la volta i a la zona de l'absis fa una forma mixtilínia.
L'edifici original d'època romànica és la nau central que tenia probablement un absis semicircular a migdia però al segle xviii, moment en què es van afegir les capelles, també es va ampliar la nau cap al sud i es va canviar l'orientació de l'església.
L'església conserva una pica baptismal d'immersió romànica. Es troba en una capella lateral als peus de l'església. Té forma troncocònica i fa uns 76 centímetres d'alçada, 105 centímetres de diàmetre exterior i uns 54 centímetres de fondària. Està decorat amb un fris d'arcuacions que ocupen tota la superfície.

## Història
El lloc de Sant Privat d'en Bas apareix per primera vegada l'any 898 en un precepte del rei carolingi Carles el Simple. L'església es documenta l'any 1017, en la carta de dotació del bisbat de Besalú. A partir del segle xii el lloc de Sant privat del Bas passà a mans dels vescomtes de Bas.